# NGC 1669
NGC 1669 (również PGC 15871) – galaktyka spiralna (Sa), znajdująca się w gwiazdozbiorze Złotej Ryby. Odkrył ją John Herschel 20 grudnia 1835 roku.